# Beniamino Andreatta

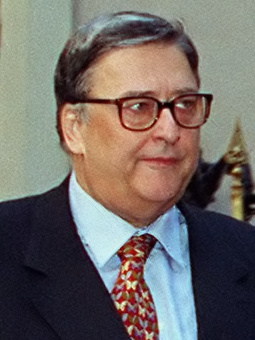
Beniamino Andreatta (1997)

Beniamino Andreatta, meist Nino Andreatta genannt, (* 11. August 1928 in Trient; † 26. März 2007 in Bologna) war ein italienischer Ökonom und Politiker.

## Werdegang
Andreatta studierte Rechtswissenschaft an der Universität Padua und Wirtschaft an der Katholischen Universität vom Heiligen Herzen in Mailand sowie an der University of Cambridge. Er arbeitete als Dozent an der Università Cattolica und an den Universitäten von Urbino, Trient und Bologna, außerdem war er Gründer und Rektor der Universität Kalabrien. 1968 wurde er korrespondierendes Mitglied der Accademia Roveretana degli Agiati.
Zu Beginn der 1970er Jahre wurde Andreatta ökonomischer Berater der Regierung Moro. Dies beförderte seinen Aufstieg in der Democrazia Cristiana, für die er zwischen 1976 und 1992 als Abgeordneter (1983–1987) und Senator (1976–1983, 1987–1992) einen Sitz im Parlament innehatte. Von 1994 bis zu seinem Tod war er erneut Mitglied der Abgeordnetenkammer.
In seiner politischen Karriere bekleidete Andreatta verschiedene Ministerämter: Von 1979 bis 1980 war er in der Regierung Cossiga Haushaltsminister, von 1980 bis 1982 in den Regierungen Forlani und Spadolini Schatzminister, von 1992 bis 1993 war er unter Giuliano Amato erneut Haushaltsminister und von 1993 bis 1994 in der Regierung Ciampi Außenminister. Zu seinen engsten Mitarbeitern im Außenministerium gehörte Enrico Letta.
Seine ökonomischen Vorstellungen beeinflussten den späteren Ministerpräsidenten Romano Prodi, in dessen ersten Amtszeit von 1996 bis 1998 er als Verteidigungsminister diente – nach dem Zusammenbruch der Democrazia Cristiana inzwischen als Parteimitglied der Partito Popolare Italiano.
Am 15. Dezember 1999 erlitt Andreatta während einer Parlamentssitzung einen schweren Anfall und lag nach einem ischämischen Hirninfarkt über sieben Jahre im Koma. Am 26. März 2007 verstarb er in der Poliklinik Sant'Orsola in Bologna.
Sein Sohn Filippo Andreatta ist Dozent an der Universität Bologna, schreibt für mehrere italienische Tageszeitungen (u. a. Corriere della Sera) und ist ein Exponent des Partito Democratico.

## Veröffentlichungen (Auswahl)
- Beniamino Andreatta: discorsi parlamentari (1976–1999). 2 Bände, Rom: Camera dei Deputati 2011[5]